# Grădinari (Olt)
Grădinari è un comune della Romania di 2 630 abitanti, ubicato nel distretto di Olt, nella regione storica dell'Oltenia. 
Il comune è formato dall'unione di 4 villaggi: Grădinari, Petculești, Runcu Mare, Satu Nou.